# On deck

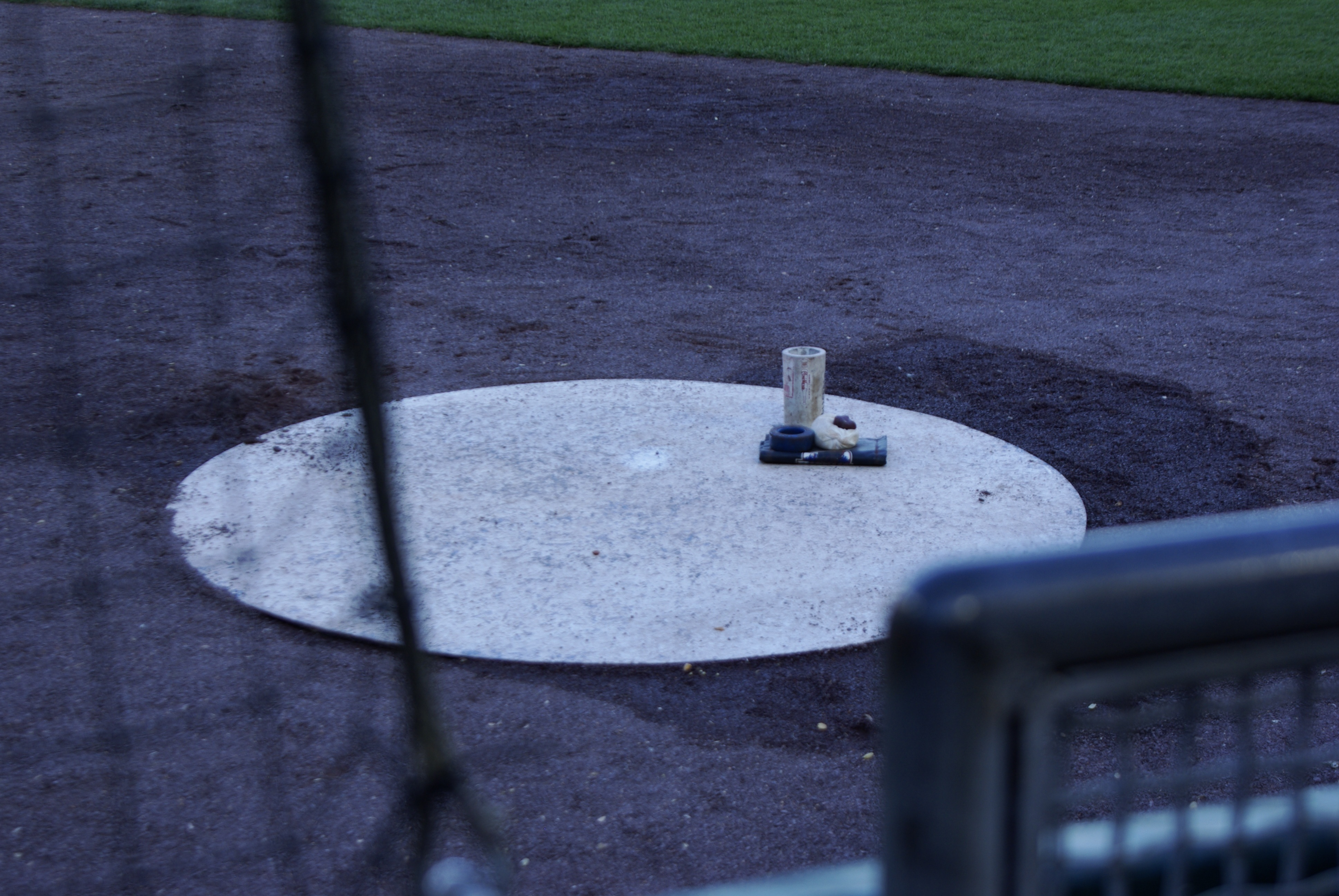
Un cerchio d'attesa al Coca-Cola Field di Buffalo, New York

Nel baseball, essere on deck (generalmente tradotto come "in attesa") significa essere il prossimo nell'ordine di battuta. Nei giochi professionali, il battitore che è on deck aspetta in una zona del territorio di foul chiamata cerchio d'attesa.
L'allenatore può sostituire il battitore sul cerchio d'attesa a sua discrezione in qualsiasi momento, dato che il giocatore in attesa non è considerato in gioco.

## Implicazioni nelle salvezze
Un lanciatore di rilievo che entra in gioco quando la sua squadra è in vantaggio può guadagnare una salvezza se il punto di pareggio virtuale è sulla base, in battuta o in attesa e riesce a chiudere la partita senza perdere il vantaggio.

## Cerchi d'attesa

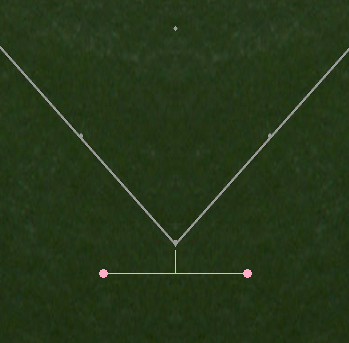
Diagramma della posizione dei cerchi di attesa (in rosa) rispetto al campo di gioco

Sul campo ci sono due cerchi d'attesa (on deck circle), uno per ogni squadra, posizionati in territorio di foul, tra casa base e il dugout della squadra. Il cerchio d'attesa è il luogo in cui il battitore in attesa si riscalda prima del proprio turno in battuta. Il cerchio d'attesa può essere un cerchio disegnato sul terreno o sul cemento; a livelli professionali, è generalmente in materiale artificiale decorato con il logo della squadra o della lega.
Secondo il regolamento ufficiale della Major League Baseball, sul campo ci sono due cerchi d'attesa; ciascun cerchio ha un diametro di 5 ft (1,52 m) e i centri dei cerchi devono trovarsi a una distanza di 74 ft (22,56 m).